# Ogoa turbida
Ogoa turbida är en fjärilsart som beskrevs av Erich Martin Hering 1928. Ogoa turbida ingår i släktet Ogoa och familjen tofsspinnare. Inga underarter finns listade i Catalogue of Life.